# Omenaosse
Omenaosse, pleme američkih Indijanaca koji su prema Henri Joutelu (1687) živjeli na jugu Teksasa u kraju između rijeke Colorado i zaljeva Matagorda u Teksasu. Autor ih poznaje tek po pričama Ebahamo Indijanaca. O njihovoj jezičnoj pripadnosti nije ništa poznato. Hodge ih na svome popisu navodi kao jedno od plemena s Karankawa teritorija. 